# Ge Fei
Ge Fei (葛菲, Nanton, 9 oktober 1975) is een voormalig Chinees badminton-speelster. Ze geldt als een van de succesvolste dubbelspelers aller tijden.
Ze is getrouwd met Sun Jun, de Wereldkampioen in het mannen enkelspel van 1999.

## Olympische Spelen
Ge Fei deed namens China mee aan de Olympische Spelen in 1996 (Atlanta) en de Olympische Spelen in 2000 (Sydney), beide keren in het vrouwen dubbelspel en in 2000 ook in het gemixte dubbel.
In 1996 deed ze mee aan het vrouwen dubbelspel, samen met Gu Jun. In de eerste ronde hadden ze een bye, waardoor ze automatisch in de tweede ronde kwamen, waarin ze het opnamen tegen Katrin Schmidt en Kerstin Ubben uit Duitsland. De Chinezen wonnen de partij in twee sets, 15-3 en 15-6.
In kwartfinale stonden ze tegenover Eliza Nathanael en Resiana Zelin uit Indonesië. Ook deze partij ging met een redelijk gemak naar de Chinezen, 15-7 en 15-3, waardoor ze door gingen naar de halve finale. Hierin namen ze het op tegen de Denen Helene Kirkegaard en Rikke Olsen. Ook deze partij ging gewonnen in twee sets (15-8 en 15-2).
In de finale speelden ze tegen Gil Young-Ah en Jang Hye-Ock, uit Zuid-Korea. Ge Fei en Gu Jun wonnen met 15-5 en 15-5 en wonnen hierdoor de gouden medaille.
In 2000, wederom samen met Gu Jun in het dames enkelspel, hadden ze nogmaals een bye in de eerste ronde. In de tweede ronde namen ze het op tegen Lee Hyo-jung en Yim Kyung-Jin uit Zuid-Korea. Na de winst in twee sets (15-3 en 15-5) kwamen de Chinese dames in de kwartfinale, tegen Eti Tantra en Chynthia Tuwankotta uit Indonesië. Ook deze partij werd gewonnen door de twee Chinese dames, nogmaals met 15-3 en 15-5. In de halve finale speelden ze tegen hun landgenotes Gao Ling en Qin Yiyuan. De partij ging in twee sets naar Ge Fei en Gu Jun (15-7 en 15-12).
Ook in de finale namen ze het op tegen twee landgenotes Huang Nanyan en Yang Wei. Fei en Jun wonnen met 15-5 en 15-5 en wisten daardoor voor de tweede keer de gouden medaille te winnen.
Daarnaast deed ze in 2000 ook mee in het gemixte dubbelspel, samen met Liu Yong. Dankzij een bye in de eerste ronde kwamen ze in de tweede ronde terecht. Hierin namen ze het op tegen het Nederlandse dubbel Chris Bruil en Erica van den Heuvel. De Nederlanders wonnen de partij met 17-15 en 15-7 waardoor het Chinese dubbel was uitgeschakeld.

## Erelijst
- 2 maal winnaar vrouwen-dubbelspel Badminton op de Olympische Zomerspelen (1996 en 2000)
- 2 maal winnaar vrouwen-dubbelspel Wereldkampioenschappen badminton (1997 en 1999)
- 4 maal winnaar vrouwen-dubbelspel Aziatische badminton kampioenschappen (1994, 1995, 1998 en 1999)
- 1 maal winnaar vrouwen-dubbelspel Aziatische Spelen (1998)
- 1 maal winnaar gemixte-dubbelspel Wereldkampioenschappen badminton (1997)
- 1 maal winnaar gemixte-dubbelspel Aziatische badminton kampioenschappen (1995)
- 2 maal winnaar met het Chinese team van de Uber Cup (1998 en 2000)
- 1 maal winnaar met het Chinese team van de Sudirman Cup (1997)
- 6 maal winnaar vrouwen-dubbelspel World Badminton Grand Prix (1994, 1995, 1996, 1997, 1998 en 1999)
- 4 maal winnaar vrouwen-dubbelspel Singapore Open (1994, 1995, 1997 en 1998)
- 4 maal winnaar vrouwen-dubbelspel All England (1996, 1997, 1998 en 2000)
- 2 maal winnaar vrouwen-dubbelspel Swiss Open (1997 en 1998)
- 1 maal winnaar gemixte-dubbelspel World Badminton Grand Prix (1997)
- 1 maal winnaar vrouwen-dubbelspel Indonesia Open (1995)
- 1 maal winnaar vrouwen-dubbelspel Korea Open (1997)
- 1 maal winnaar gemixte-dubbelspel Korea Open (1997)
- 1 maal winnaar gemixte-dubbelspel Swiss Open (1997)
- 1 maal winnaar gemixte-dubbelspel All England (1997)
- 1 maal winnaar vrouwen-dubbelspel Malaysia Open (2000)

1992: Hwang Hye-young & Chung So-young ·
1996: Ge Fei & Gu Jun ·
2000: Ge Fei & Gu Jun ·
2004: Zhang Jiewen & Yang Wei ·
2008: Yu Yang & Du Jing ·
2012: Tian Qing & Zhao Yunlei  ·
2016: Misaki Matsutomo & Ayaka Takahashi ·
2020: Greysia Polii & Apriyani Rahayu ·
2024: Chen Qingchen & Jia Yifan